# Ophiacodon
Ophiacodon ist eine ausgestorbene Gattung der frühesten Synapsiden („Pelycosauria“) und gehört zu deren am besten bekannten Vertretern. Fossile Überreste stammen unter anderem aus dem Unterperm von Nord-Texas. Der Name bedeutet ins Deutsche übersetzt „Schlangenzahn“.

## Beschreibung
Ophiacodon waren sehr große Pelycosaurier, die 1,5 bis 2,5 Meter, spätere Formen bis zu 3,60 Meter lang wurden und wahrscheinlich zwischen 30 und 50 Kilogramm wogen. Die einzelnen Arten hatten bis zu ihrem Aussterben im Unteren Perm ständig an Körpergröße zugenommen.
Sie besaßen einen hoch aufragenden Schädel, der seitlich abgeflacht war. Der Kiefer nahm drei Fünftel der Schädellänge ein und war schmal, hoch und mit scharfen, relativ gleichförmigen Zähnen bestückt. Das Fehlen von großen Reißzähnen und die geringe Verknöcherung der Hand- und Fußgelenke führte zu der Annahme, dass sich Ophiacodon von Fischen ernährte und aquatisch in Flüssen und Seen lebte. Allerdings spricht der hohe Schädel gegen eine solche Lebensweise.

### Charaktermerkmale
- Abgeflachte Finger- und Zehenknochen
- Augenorbital sehr hoch am Schädel
- Dem Supraoccipitale fehlt die seitliche Ausdehnung über das posttemporale Fenster.
- Oberhalb der Eckzähne des Oberkiefers befindet sich ein aufstrebender Vorsprung.
- Der Bereich vor der Zahnreihe am Flügelbein ist zahnlos.
- Die Rückenwirbel spannen zwischen dem Rippenhöcker und dem Rückenköpfchen des Wirbelkopfendes eine Knochenschicht auf.

## Fundorte
Die Funde von Ophiacodon sind (bisher) auf Nordamerika und Europa beschränkt:
- England: Kenilworth-Brekzie – Cisuralium[3]
- Frankreich: Unteres Perm von Autun – Ophiacodontiden
- Vereinigte Staaten:
  - Arizona: Cutler-Formation – Cisuralium
  - Colorado: Cutler-Formation – Cisuralium
  - Kansas: Fort-Riley-Kalk, Chase-Gruppe – Cisuralium
  - New Mexico: Cutler-Formation – Cisuralium
  - Ohio: Green-Formation, Dunkard-Gruppe – Cisuralium[4]
  - Oklahoma: Ada-Formation – Pennsylvanium, Clyde-Formation, Wellington-Formation – Cisuralium
  - Texas: Admiral-Formation, Belle-Plains-Formation, Clyde-Formation, alle Teil der Wichita-Gruppe – Cisuralium
  - Utah: Cutler-Formation – Cisuralium

## Systematik
Die sehr spezialisierte Gattung Ophiacodon gehört zur Familie der Ophiacodontidae, sie ist relativ artenreich:
- Ophiacodon grandis
- Ophiacodon hilli Romer, 1925
- Ophiacodon major Romer & Price, 1940
- Ophiacodon mirus Marsh, 1878 – Typart
- Ophiacodon navajovicus Case, 1907
- Ophiacodon retroversus Cope, 1878
- Ophiacodon uniformis Cope, 1878

### Synonyme
Es bestehen mehrere Synonymbezeichnungen:
- Arribasaurus
- Diopaeus
- Poliosaurus
- Theropleura
- Therosaurus
- Winfeldia

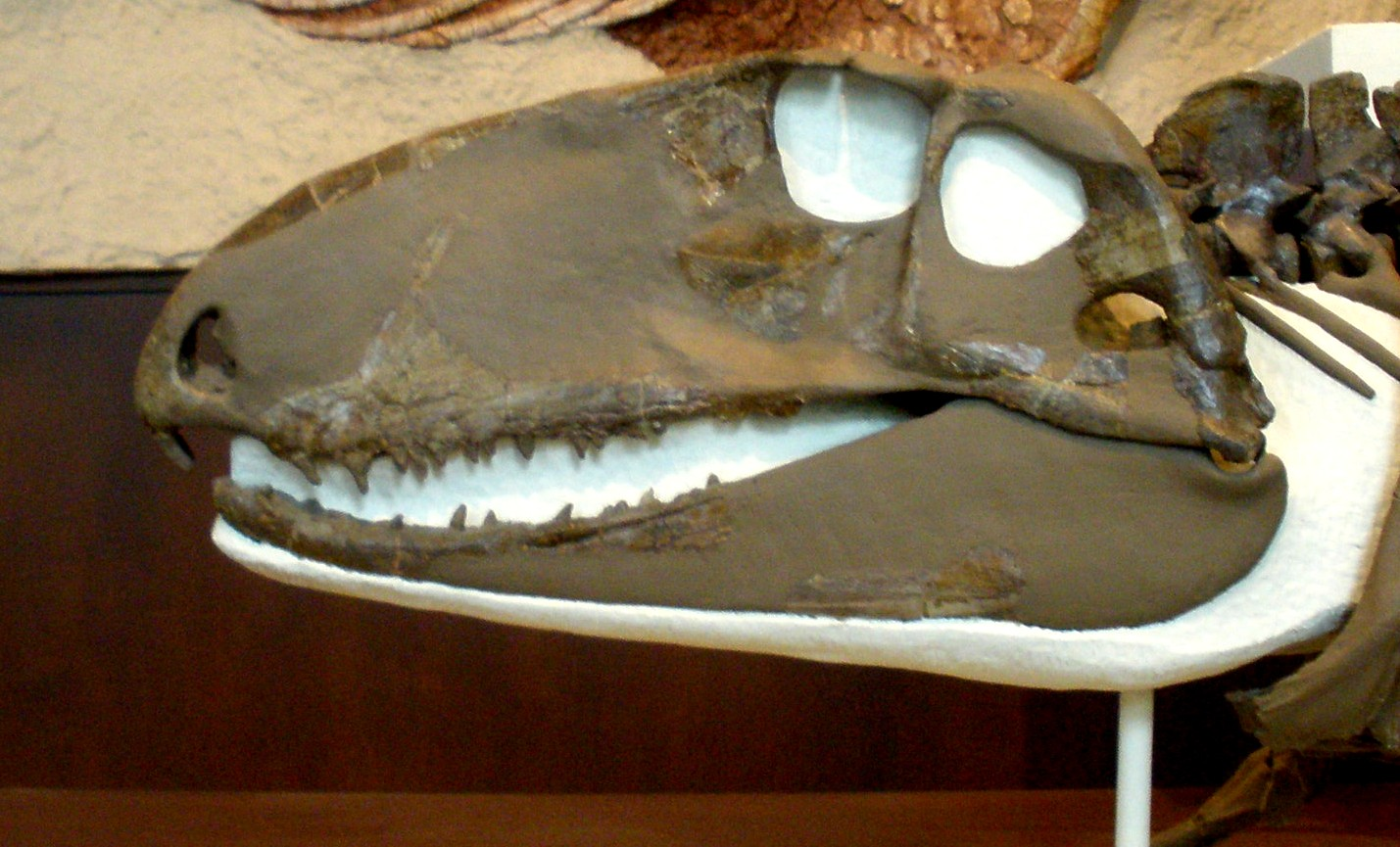
Schädel im American Museum of Natural History in New York
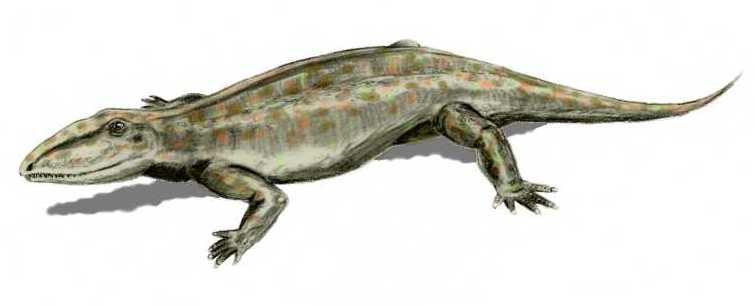
Ophiacodon retroversus
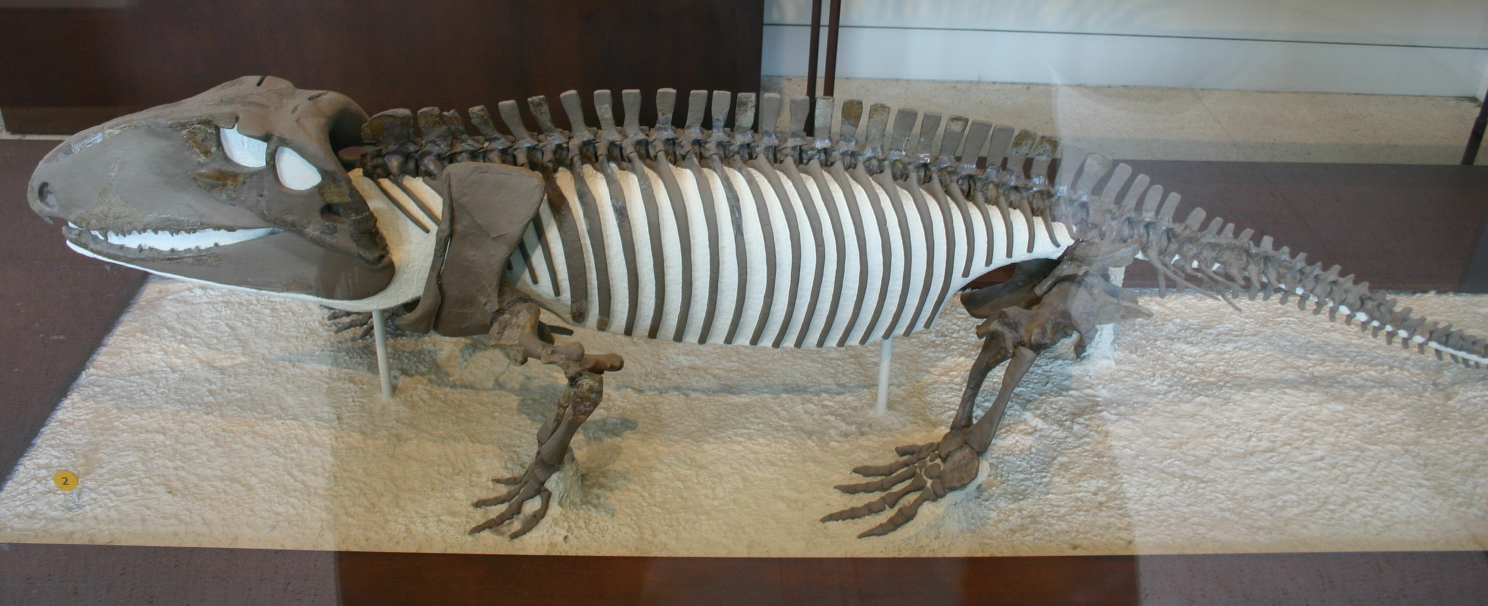
Fossil von O. retroversus
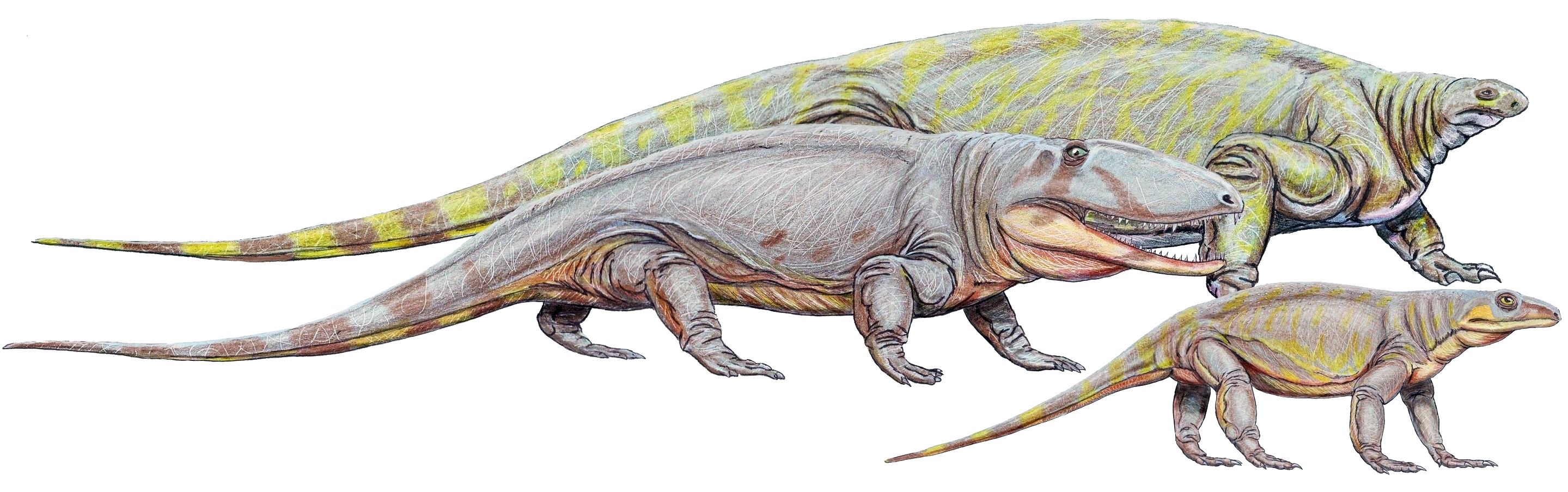
Verschiedene Pelycosaurier: In der Mitte Ophiacodon